# Dakataua
Le Dakataua est un volcan situé à l'extrémité septentrionale de la péninsule Willaumez (en), sur l'île de Nouvelle-Bretagne en Papouasie-Nouvelle-Guinée. Son éruption la plus notable recensée est survenue aux environs de l'an 800, alors qu'il a éjecté environ 10 km3 de tephras.